# Harfenkonzert in e-Moll (Reinecke)

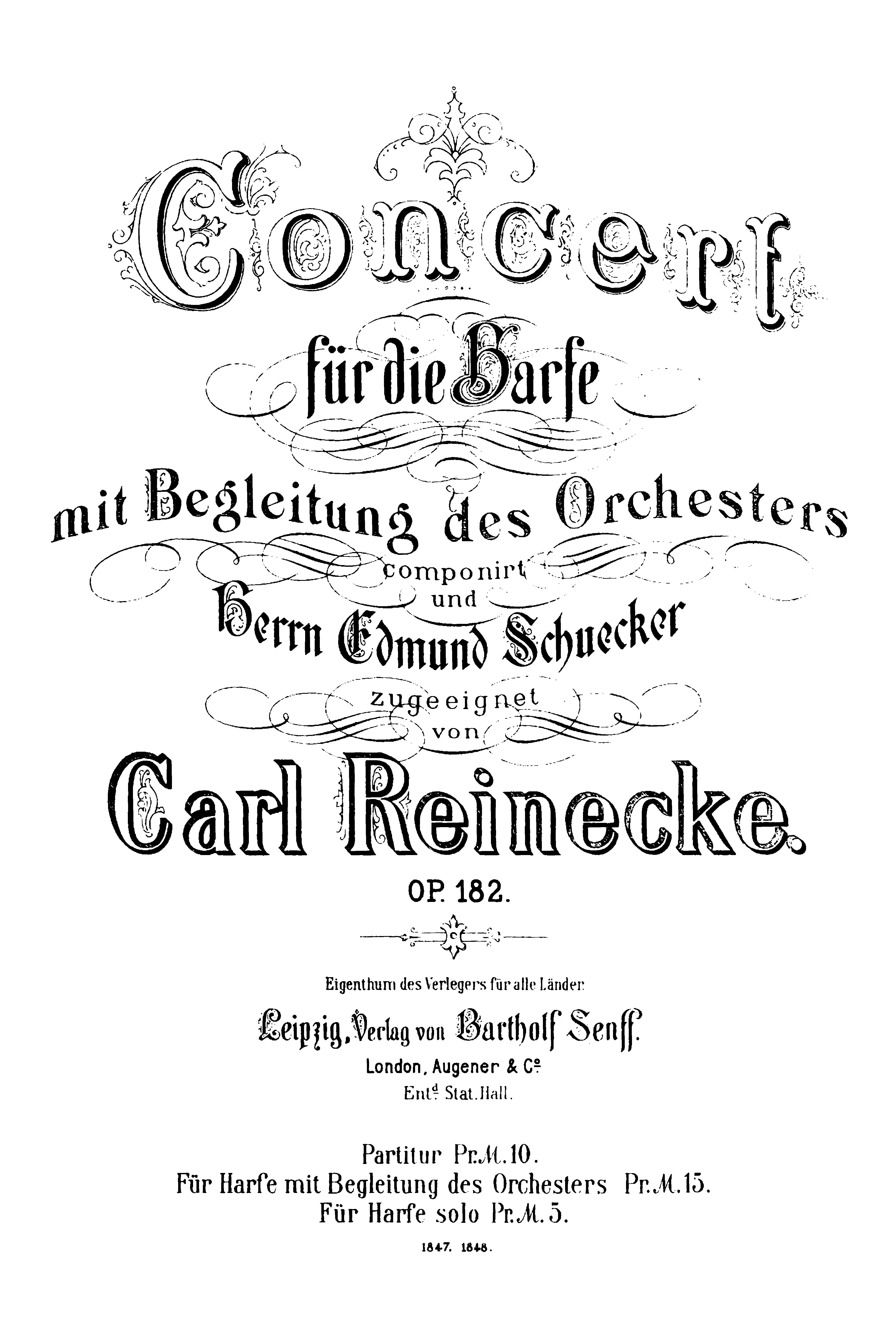
Titelblatt der Partitur für das Harfenkonzert von 1884

Das Harfenkonzert e-Moll, op. 182 von Carl Reinecke aus dem Jahr 1884 ist ein Musikstück für solistische Harfe und Sinfonieorchester. Es ist der Musik der Romantik zuzuordnen und eins der wenigen Harfenkonzerte jener Epoche, die auch heute noch öfter, manchmal im Rahmen von Wettbewerben, aufgeführt werden.

## Hintergrund
Im 19. Jahrhundert, der Epoche der Romantik, ist von den großen Komponisten jener Zeit die Harfe als Soloinstrument nach Ansicht der Musikforschung vernachlässigt worden. Es gab zwar immer auch solistische Passagen für die Harfe in Sinfonien, wie bei Hector Berlioz in seiner Symphonie fantastique von 1830, in den Balletten von Peter Tschaikowski und, zuletzt schon dem Impressionismus zuzuordnen, in Claude Debussys Prélude à l’après-midi d’un faune und Gabriel Faurés Sicilienne aus den 1890er Jahren. Carl Reinecke komponierte das Konzert in seiner Leipziger Zeit als Kapellmeister, die von 1860 bis 1895 dauerte. Anlass war die Berufung des Wiener Harfenisten Edmund Schuëcker (1860–1911) an das Leipziger Gewandhausorchester. Die erste Ausgabe des Werkes erschien 1884 beim Verlag Bartholf Senff in Leipzig und ist Schuëcker gewidmet. Das Konzert sollte ihm die Möglichkeit geben, sein Können unter Beweis zu stellen. Reinecke schuf mit diesem Konzert für die Harfe ein Werk, das alle Möglichkeiten der modernen Doppelpedalharfe zur Geltung brachte. Uraufgeführt wurde das Stück im alten Leipziger Gewandhaus am 16. Oktober 1884 unter der Leitung des Komponisten mit Edmund Schuëcker als Solist. In der Leipziger Musikzeitschrift Signale für die musikalische Welt erschien im Januar 1885 eine positive Besprechung, die die Bedeutung des Werkes für die Harfe betonte, und bemerkte, dass bei diesem Stück die Harfe, dank Reineckes Meisterschaft, alle ihre möglichen Effekte ausspielen könne und der Solist sich der Wirkung beim Publikum sicher sein könne. Die Rezension erwähnt auch den „heroischen Anstrich“ des ersten Satzes und fährt fort: „Es bietet in der Principalstimme [Soloinstrument] sowohl wie in der Orchesterunterlage eine Fülle von Reizend-Pikantem und Frischem, doch niemals in’s Ueberwürzte Verfallendem; aber als die eigentliche Perle und Krone der Sätze will uns das Adagio erscheinen, mit seiner Tiefe der Empfindung, seinem Wohllaut der Darlegung und seiner Warmblütigkeit der Erfindung.“

## Musikalische Struktur
Der starke Einfluss Felix Mendelssohns und Robert Schumanns, aber auch teilweise von Johannes Brahms, ist in diesem Werk an vielen Stellen zu erkennen. Das Konzert besteht aus drei Sätzen, wovon der erste und wichtigste Satz, der die Tempobezeichnung Allegro-moderato trägt, fast die Hälfte des gesamten Werkes einnimmt. Reinecke verwendet hier die Tonart e-Moll, die in der Zeit der Romantik oft als „tragisch“ bezeichnet wird. Der Takt besteht aus drei Viertelnoten, erscheint aber nicht tänzerisch, sondern erzeugt einen einprägsamen punktierten Rhythmus, der sich durch das ganze Werk zieht.
Nach einer düsteren Einleitung, die leise, pianissimo, mit den Hörnern und einem leichten Paukenwirbel beginnt kommen die Streicher und Holzbläser hinzu und es wird ein rhythmisches Grundmotiv gebildet. Im 21. Takt erscheint solistisch die Harfe mit gebrochenen E-Moll-Akkorden über vier Oktaven, aufsteigend in der Tonstärke fortissimo, und nimmt das in der Einleitung vom Orchester vorgestellte rhythmische Hauptmotiv auf. Das nun von der Harfe harmonisch weitergeführte Thema des Satzes geht in einen dramatischen balladenartigen Ton über. Nach einem verminderten Septakkord, den der Komponist mehrmals in diesem Werk einsetzt, und der immer eine melodische und harmonische Zäsur bedeutet, erscheint das zweite Thema in G-Dur, der Paralleltonart, mit nicht mehr dramatischem Charakter. Das Nebenthema klingt optimistischer. Nach einem Zwischenspiel folgt wieder ein verminderter Septakkord als Schlusspunkt. Im folgenden Abschnitt des Satzes, der Durchführung, dominiert zunächst das Orchester, dann setzt sich die Harfe wieder durch, das Orchester tritt zurück, und in ihrem typischen glasklaren Klang erscheint eine, nach Ansicht des Musikschriftstellers J. Bradford Robinson, „durchsichtige, feenartige Musik“, begleitet von zwei Flöten. Dann tritt im letzten Teil des Satzes, der Reprise, wieder das tragisch-dramatische Hauptthema auf, gefolgt von einem lyrisch angehauchten Nebenthema in C-Dur. Schließlich beginnt die Harfe eine äußerst lange, sich über ein Drittel des ganzen Satzes hinziehende Solokadenz, die alle bisher gehörten Themen und das rhythmische Hauptmotiv ausgiebig paraphrasiert. Auffallend sind in diesem Solo die zahlreichen virtuosen Arpeggien und Glissandi. Gegen Ende des Satzes stimmt zunächst die Oboe mit einer melancholisch-sehnsüchtigen Melodie ein, und das ganze Orchester beendet in Mendelssohnscher Manier, das Tempo steigernd, den ersten Satz des Konzertes. Dieses Solo ist für die Harfenisten eine große spieltechnische Herausforderung.
Der zweite langsame Satz des Konzerts, das Adagio, steht für das Orchester in der Tonart H-Dur, der Dur-Dominante des dem Stück zugrunde liegenden e-Moll. Die Harfe hingegen ist in dazu passendem Ces-Dur notiert. Der Satz weist darüber hinaus einen Viervierteltakt mit der Metronombezeichnung  = 92 auf. Als erstes Thema erklingt eine sanfte Melodie, die in einer Art Duett aus Harfe und Horn in einem kirchenliedartigen Charakter gehalten ist. Diese Melodie wird dann von den Streichern übernommen, während die Harfe mit kontrapunktischen Tonfolgen begleitet. Im Gegensatz dazu steht das Trio, das in die Tonart es-Moll wechselt und in Triolen der Streicher eine die Harfe begleitende Bewegung erzeugt. Am Ende folgt eine kurze Reprise, die in einen sanften Schlussakkord mündet. Als einziges Blasinstrument tritt in diesem Satz das Horn auf.
Der rondoartige dritte Satz, Scherzo-Finale, trägt die Tempobezeichnung Allegro vivace (lebhaft, lebendig) und ist wieder im Dreivierteltakt gesetzt. Die Harfe beginnt gleich mit aufstrebenden Tonfolgen eine bewegte Einleitung, begleitet von den gezupften Streichern. Dazu kommt eine Triangel, die mit kleinen Schlägen den Septakkorden der Harfe einen hellen kurzen Ton aufsetzt. Dann folgt wieder das Hauptthema in dem bereits bekannten Rhythmus des Anfangssatzes, diesmal von den Violoncelli gespielt. Die Harfe nimmt es auf und in einem kammermusikalisch anmutenden Duett von Harfe und Flöte wird das e-Moll nun durch ein tänzerisches G-Dur abgelöst. Im dritten Satz kommt die Trompete mit signalartigen, militärisch erscheinenden synkopischen Tonfolgen zur Geltung. Nach Wiederholung des ersten Themas erklingt eine kurze staccato gespielte vierstimmige Fuge. Die gegen Ende des Satzes folgende Reprise verbindet noch einmal alle Elemente des Stücks in einem strahlenden E-Dur. Die schließlich das Ende setzende Coda lässt mit mehreren Arpeggien der Harfe und einem letzten absteigenden Glissando mit einer Sixte ajoutée im Schlusstakt das Harfenkonzert ausklingen (Beschreibung der Sätze nach Bradford Robinson).

## Instrumentation
Die Instrumentierung für dieses Konzert ist im üblichen Rahmen romantischer Orchester des 19. Jahrhunderts gehalten. Die Partitur sieht neben der Harfe als Soloinstrument noch diese Instrumente vor:
- Flöte
- Oboe
- Klarinette in A gestimmt
- Fagott
- zwei Hörner in F
- Trompete in C
- Pauken in E und H gestimmt
- Triangel

Die Streichergruppe besteht aus
- erste und zweite Violine
- Viola
- Violoncello
- Bass

Je nach Bedarf werden in einem solchen Orchester Stimmen mehrfach besetzt.

## Hörprobe und Veröffentlichungen
- Symfonieorkest Vlaanderen: Carl Reinecke – Harpconcerto auf YouTube, 11. Mai 2014, abgerufen am 7. November 2018 (Solistin: Anneleen Lenaerts).
- Carl Reinecke: Concert für die Harfe mit Begleitung des Orchesters, op. 182. Bartholf Senff, Leipzig 1884 (archive.org archive.org – Partitur; für Harfe mit Begleitung des Orchesters; damaliger Preis für die Partitur 10 Mark, mit Harfenstimme 15 Mark und die Harfenstimme allein 5 Mark).
- Carl Reinecke, Bradford Robinson: Konzert e-Moll: für Harfe und Orchester, op. 182 (= Repertoire Explorer. Band 703). MPH – Musikproduktion Höflich, München 2007, OCLC 915888091 (Nachdruck der Facsimileausgabe: Carl Reinecke: Concert für die Harfe mit Begleitung des Orchesters Bartholf Senff, Leipzig 1884, zugeeignet Edmund Schuecker).
- Carl Heinrich Carsten Reinecke: Konzert für Harfe und Orchester Opus 182. Partitur (2 Bände). Edition Kemel, Niedernhausen (Idstein) 2017, DNB 1126041467.